# Hedysarum amankutanicum
Hedysarum amankutanicum är en ärtväxtart som beskrevs av Boris Fedtjenko. Hedysarum amankutanicum ingår i släktet buskväpplingar, och familjen ärtväxter. Inga underarter finns listade i Catalogue of Life.